# کائل ساندرسون
کائل ساندرسون (انگلیسی: Cael Sanderson؛ زادهٔ ۲۰ ژوئن ۱۹۷۹) کشتی‌گیر اهل ایالات متحده آمریکا بود.